# Povltaví

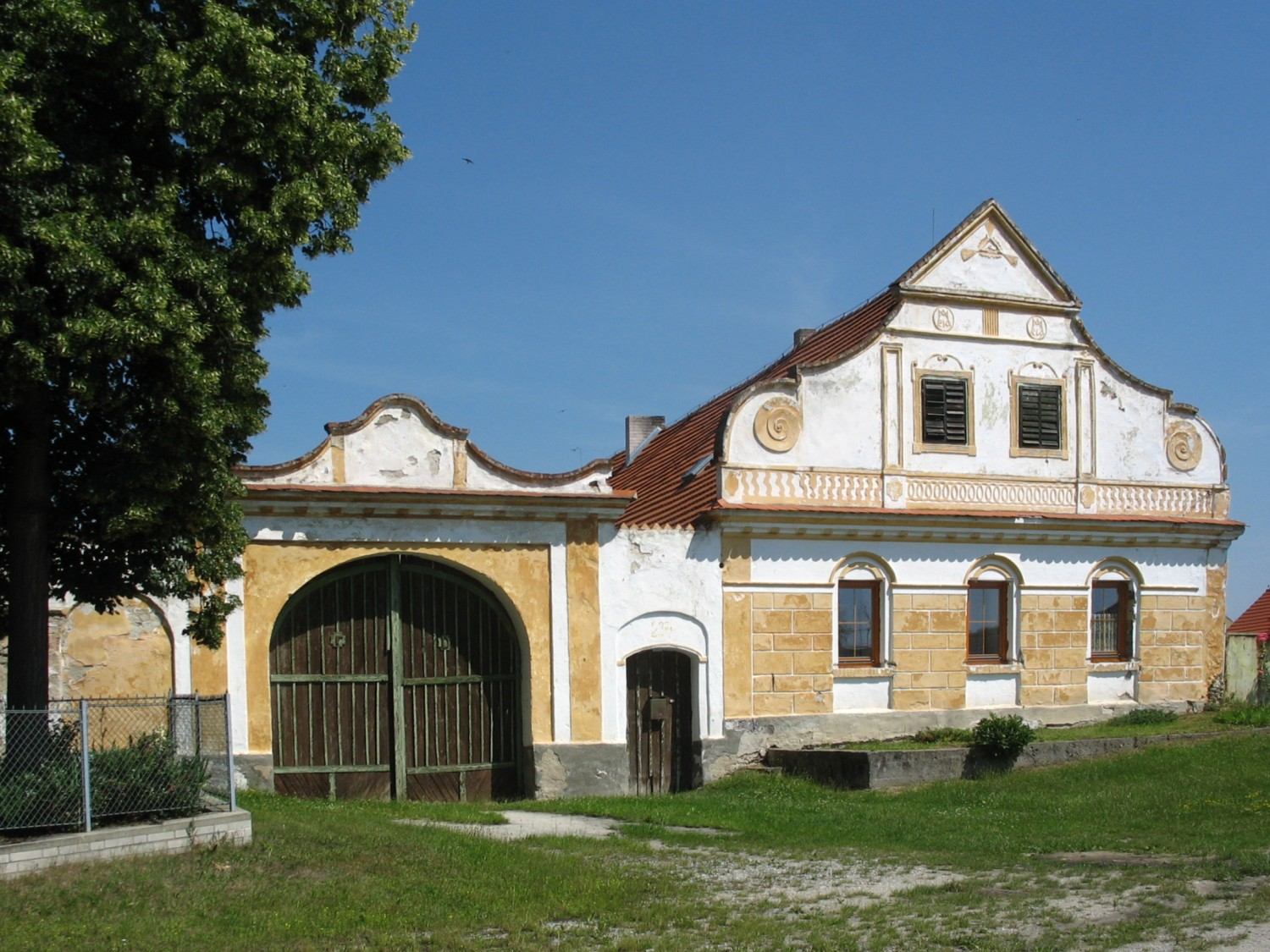
architektura selského baroka - Zbudov

Povltaví je etnografický region na území Jihočeského kraje. Region je přibližně ohraničen Vltavou (úsek od Vyššího Brodu k hradu Zvíkov) a Lužnicí. Na západě sousedí s etnografickým regionem Pošumaví a na severovýchodě s Posázavím a Horáckem. Jedním z typických rysů Povltaví je architektura selského baroka rozšířená především v jižní části tohoto regionu.

## Členění
Povltaví se člení na sedm etnografických subregionů:
- Blatsko
- Budějovicko
- Doudlebsko
- Milevsko
- Písecko
- Soběslavsko
- Kozácko (Táborsko)